# James Hoy (baron Hoy)
 (octobre 2020).
Pour les articles homonymes, voir Hoy.
James Hutchison Hoy, baron Hoy (21 janvier 1909 - 7 août 1976) est un homme politique travailliste écossais et un pair à vie.

## Biographie
Formé aux écoles publiques de Causewayside et de Sciennes, à Édimbourg, il travaille d'abord comme décorateur d'intérieur. Il est élu député travailliste de Leith aux élections générales de 1945, occupant le siège jusqu'en 1970. Il est secrétaire parlementaire privé du secrétaire d'État pour l'Écosse de 1947 à 1950, et est secrétaire parlementaire conjoint du ministère de l'Agriculture, des Pêcheries et de l'Alimentation de 1964 à 1970. Il est nommé vice-président de la Trustee Savings Bank Association en 1957.
Il est nommé conseiller privé en 1969. Le 4 juillet 1970, à la suite de sa retraite de la Chambre des communes, il est créé pair à vie en tant que baron Hoy, de Leith dans le comté de la ville d'Édimbourg. Il est décédé en 1976 à l'âge de 67 ans.